# Título de crédito

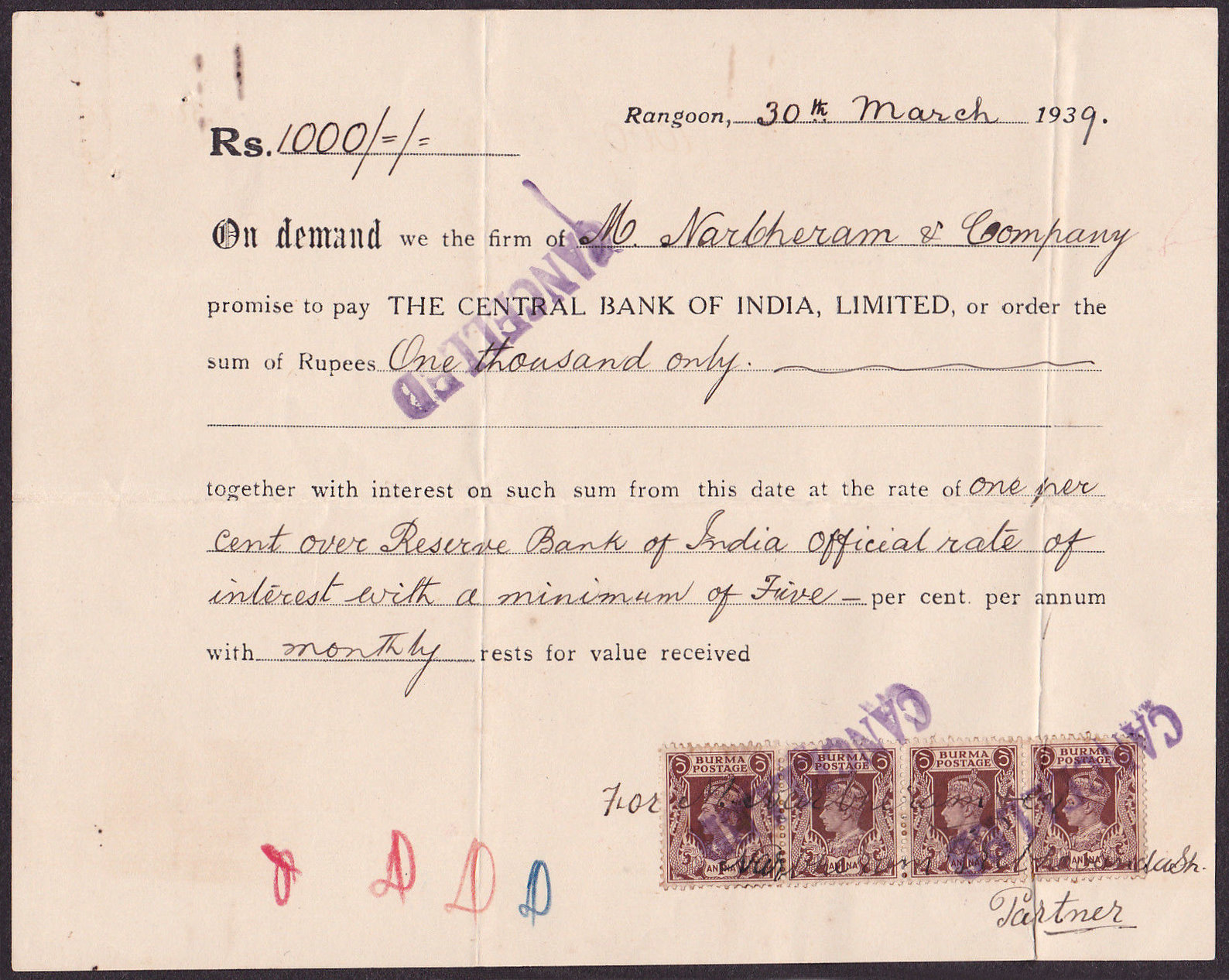
Un pagaré de 1939, Rangún, Birmania.

Un título de crédito, también llamado título valor, es aquel documento necesario para ejercer el derecho literal y autónomo expresado en el mismo título. Se entiende, por consiguiente, que los títulos de crédito se componen de dos partes principales: el valor que consignan y el título, derecho o soporte material que lo contiene, y que de esta combinación resulta una unidad inseparable. En un sentido restringido, es aquel documento sobre un derecho privado cuyo ejercicio y cuya transmisión están condicionados a la posesión del documento, concepción según la cual el documento resulta indispensable tanto para transmitir como para ejercerlo. Además, hay que considerar que esta figura jurídica y comercial tendrá diferentes lineamientos según el país o el sistema jurídico en donde se desarrolle y legisle.

## Antecedentes históricos
No todos los títulos de crédito han surgido en el mismo momento de la historia del comercio, por lo que su estudio y regulación se ha producido en tiempos diversos. Sin embargo, desde principios del siglo XX los juristas han realizado grandes esfuerzos para elaborar una teoría unitaria o general, dentro de la cual se comprende toda esa categoría llamada títulos de crédito

## Elementos
La doctrina ha encontrado los siguientes elementos en los títulos de crédito. Algunos de aquellos sí se consideran como tales de forma unánime, en especial la circulación.

### Incorporación
El título de crédito es un documento que lleva incorporado un derecho, de manera que el derecho va íntimamente unido al título y su ejercicio está condicionado por la exhibición del documento. Sin exhibir el título, no se puede ejercitar el derecho en él incorporado, y su razón de poseer el derecho es el hecho de poseer el título.
La incorporación del derecho al documento es tan íntima que el derecho se convierte en algo accesorio del documento. Generalmente, los derechos tienen existencia independientemente del documento que sirve para comprobarlos, y pueden ejercitarse sin necesidad estricta del documento. Sin embargo, tratándose de títulos de crédito, el documento es lo principal y el derecho lo accesorio. El derecho ni existe ni puede ejercitarse, si no es en función del documento y condicionado por él.

### Legitimación
La legitimación es una consecuencia de la incorporación. Para ejercitar el derecho, es necesario “legitimarse” exhibiendo el título de crédito. La legitimación tiene dos aspectos: activo y pasivo. La legitimación activa consiste en la propiedad o calidad que tiene el título de crédito de atribuir a su titular, es decir, a quien lo posee legalmente, la capacidad de exigir del obligado en el título la obligación que en él se consigna. La legitimación pasiva consiste en que el deudor obligado en el título de crédito cumple su obligación y, por tanto, se libera de ella, pagando a quien aparezca como titular del documento. Esto es, el ejercicio del derecho sólo puede hacerlo el poseedor del documento. Del mismo modo, el deudor de buena fe cumple su obligación pagando al poseedor.

### Literalidad
Hace referencia a que el derecho se medirá en su naturaleza, ámbito, contenido y demás circunstancias por la letra del documento, por lo que literalmente se encuentre en él consignado. El derecho está regulado por lo que expresa el título mismo.
Sin embargo, la literalidad puede ser contradicha por otro documento (por ejemplo, el acta constitutiva, en el caso de la sociedad anónima) o por la misma ley (por ejemplo, si la ley prohíbe la letra de cambio al portador, cuando así esté, será nula).

### Autonomía
No es propio decir que el título de crédito es autónomo, ni que sea autónomo el derecho incorporado en el título. Lo que debe decirse que es autónomo es el derecho que cada titular sucesivo va adquiriendo sobre el título y sobre los derechos en él incorporados, y la expresión autonomía indica que cada persona que va adquiriendo el documento adquiere un derecho propio, distinto del derecho que tenía o que podría tener quien le transmitió el título, y que es independiente de las vicisitudes y relaciones personales que hayan mediado entre anteriores titulares y el deudor, de modo que el deudor-emisor del título no puede oponer al segundo y a los posteriores poseedores de buena fe excepciones personales que podía oponer al poseedor originario. Cada poseedor adquiere ex novo, como si lo fuera originariamente y no a título derivativo; siendo, por tanto, un mecanismo de tutela jurídica del adquiriente de buena fe.
Así, se entiende la autonomía desde el punto de vista activo; y, desde el punto de vista pasivo, es autónoma la obligación de cada uno de los signatarios de un título de crédito, porque dicha obligación es independiente y diversa de la que tenía o pudo tener el suscriptor del documento.

### Circulación
Un quinto elemento que no está considerado por la generalidad de los autores como tal es la circulación. Dicho elemento se refiere a que el título de crédito está destinado a circular, a transmitirse de una persona a otra.

## Clasificación

### Según la forma de transmitirse
En la principal clasificación, y según ella los hay de dos tipos:
- Títulos nominativos: Son títulos nominativos, también llamados directos, aquellos que tienen una circulación restringida, pues designan a una persona como titular, y que, para ser transmitidos, necesitan el endoso del titular y la cooperación del obligado en el título, el que deberá llevar un registro de los títulos emitidos. El emisor sólo reconocerá como titular a quien aparezca a la vez como tal en el título mismo y en el registro que lleve el emisor.

- Títulos a la orden: Son títulos a la orden aquellos que, estando expedidos a favor de determinada persona, se transmiten por medio del endoso y de la entrega misma del documento. Puede ser que, siendo el título a la orden por su naturaleza, algún tenedor desee que el título ya no sea transmitido por endoso y entonces podrá inscribir en el documento las cláusulas “No a la orden”, “no negociable” u otra equivalente.

### Según si son regidos por la ley
Son títulos innominados —o atípicos— y títulos nominados —típicos—. Son títulos típicos los que se encuentran reglamentados en forma expresa en la ley, como la letra de cambio y el pagaré. Son títulos innominados aquellos que sin tener una reglamentación legal expresa han sido consagrados por los usos mercantiles.

### Según su objeto
Este criterio atiende al objeto, es decir, al derecho incorporado en el título de crédito. Según este criterio podemos clasificar los títulos en Personales, Obligacionales o Reales:
- Títulos Personales: también llamados corporativos, que son aquellos cuyo objeto principal no es un derecho de crédito, sino la facultad de atribuir a su dueño una calidad personal de miembro de una sociedad. De tal calidad derivan derechos de diversas clases: políticos, patrimoniales, etc.

- Títulos Obligacionales: o títulos de crédito propiamente dichos, que son aquellos cuyo objeto principal, es un derecho de crédito y, en consecuencia atribuyen a su titular acción para exigir el pago de las obligaciones a cargo de los suscriptores.

- Títulos Reales: de tradición o representativos, que son aquellos cuyo objeto principal no consiste en un derecho de crédito, sino en un derecho real sobre la mercancía amparada por el título. Por esto se dice que representan mercancías.

### Según su forma de creación
Según este criterio los podemos clasificar en títulos singulares y seriales o de masa. Títulos singulares son aquellos que son creados uno sólo en cada acto de creación, como la letra de cambio, el pagaré, etc. Y títulos seriales son los que se crean en serie, como las acciones y las obligaciones de las sociedades anónimas.

### Según la sustantividad
Este criterio los divide en principales y accesorios. Siendo estos últimos los que dependen de otro título de crédito principal, como el caso de los bonos de prenda del certificado de depósito.

### Según su circulación
Es la principal clasificación, según la forma de transmitirse los Títulos de Crédito se clasifican de la siguiente forma o formas:
- Títulos nominativos: Son títulos nominativos, también llamados directos, aquellos que tienen una circulación restringida, porque designan a una persona como titular, y que para ser transmitidos, necesitan el endoso del titular y la cooperación del obligado en el título, el que deberá llevar un registro de los títulos emitidos; y el emisor sólo reconocerá como titular a quien aparezca a la vez como tal, en el título mismo y en el registro que el emisor lleve.

- Títulos a la orden: Son títulos a la orden aquellos que, estando expedidos a favor de determinada persona, se trasmiten por medio del endoso y de la entrega misma del documento. Puede ser que siendo el título a la orden por su naturaleza, algún tenedor desee que el título ya no sea transmitido por endoso y entonces podrá inscribir en el documento las cláusulas “No a la orden” “no negociable” u otra equivalente. P.ej.: Letra de cambio.

- Títulos al Portador: Son aquellos que se trasmiten cambiariamente por la sola tradición, y cuya simple tenencia produce el efecto de legitimar al poseedor, puesto que no se designan los datos personales de su titular y legitiman por la simple posesión, p. ej.: Cheque al portador.

### Según su eficacia procesal
Según este criterio los títulos pueden ser de eficacia procesal plena o limitada. En el primer caso encontramos a la letra de cambio y al cheque, porque no necesitan hacer referencia a otro documento o a ningún acto externo para tener eficacia procesal plena, basta exhibirlos para que se consideren por sí mismos suficientes para el ejercicio de la acción en ellos consignada;pero hay otros títulos de crédito cuyos elementos cartulares no funcionan con eficacia plena, como el cupón adherido a una acción de una sociedad anónima. Cuando se trata de ejercitar los derechos de crédito relativos al cobro de dividendos, habrá que exhibir el cupón y el acta de la asamblea que aprobó el pago de los dividendos. Por eso se dice que el cupón es un título de eficacia procesal limitada o incompleto, y para tener eficacia, necesita ser complementado con elementos extraños, extracartulares.

### Según su función económica
Existen títulos de especulación y títulos de inversión. Quien va a exponer su dinero con objeto de obtener una ganancia podrá exponerlo jugando, especulando o invirtiendo. Se juega comprando un billete de lotería o un billete de carreras de caballos; sin embargo, estos documentos no son propiamente títulos de créditos. Se especula con los títulos de crédito cuyo producto no es seguro, sino fluctuante, como en el caso de las acciones de sociedades anónimas. Se invierte cuando se trata de tener una renta asegurada y con apropiada garantía, como cuando se compran cédulas hipotecarias.

### Según el carácter del creador
Otra distinción se da entre los títulos creados por el Estado (a los que suelen llamarse públicos) y los creados por particulares (a los que se denominan privados)

## Título valor y título ejecutivo
Todo título valor es un título ejecutivo, pero no todo título ejecutivo es un título valor; para que lo sea, se requiere que aplique la ley de circulación (endosos). Los títulos ejecutivos son aquellos que contienen obligaciones claras, expresas y exigibles. Ejemplos de títulos ejecutivos que no son títulos valores son las sentencias proferidas por autoridad competente.

## Regulación por países

### Colombia
Los títulos valores se regulan en el Título III del Código de Comercio, artículos 619 a 821.

### Ecuador
En Ecuador, las acciones cambiarias hechas en torno a los títulos valores se reglan según lo que dispone el Código de Comercio (vigente desde 1960) en lo relativo a la letra de cambio y pagaré, principalmente, el Código Civil como norma subsidiaria (vigente desde 1861) en cuanto se refiere a las garantías o contratos accesorios, la ley de cheques (vigente desde 1975), la ley de mercado de valores, y la ley de Instituciones del sistema financiero, principalmente. Es decir la normativa en torno a estos se halla dispersa en varios cuerpos legales.

### España
En Derecho español, los títulos valores (letra de cambio, cheque y pagaré) están regulados en la Ley 19/1985, de 16 de julio, Cambiaria y del Cheque.

### Guatemala
En Guatemala los Títulos de Crédito se encuentran regulados por el Código de Comercio, Decreto número 2-70 del Congreso de la República de Guatemala, desde el artículo 385 al 414.
siendo algunos de estos: Letra de cambio y pagaré.

### México
En México Los títulos de crédito se encuentran regulados por la [Ley General de Títulos y Operaciones de Crédito] de [agosto de 1932].

### Perú
Los títulos valores son regulados por la Ley de Títulos Valores - Ley Nro. 27287 de junio de 2000.

### Panamá
En Panamá se conoce como documentos negociables, regulados por la Ley 52 de 1917. En ella se establece cuáles títulos créditos pueden ser o no considerados negociables.

### Paraguay
En Paraguay la Regulación se encuentra en la Ley 1284 del Mercado de Valores.